# Підводні човни типу «Трафальгар»
| ПЧА типу Трафальгар                    | ПЧА типу Трафальгар                                                                    | ПЧА типу Трафальгар                                                                    |
| -------------------------------------- | -------------------------------------------------------------------------------------- | -------------------------------------------------------------------------------------- |
| Trafalgar class                        |                                                                                        |                                                                                        |
|                                        |                                                                                        |                                                                                        |
| Човен «Тайрлес» біля Північного полюса |                                                                                        |                                                                                        |
| Під прапором                           | Велика Британія                                                                        | Велика Британія                                                                        |
| Спуск на воду                          | 1979—1991 рр (7 човнів)                                                                | 1979—1991 рр (7 човнів)                                                                |
| Виведений зі складу флоту              | з 2008                                                                                 | з 2008                                                                                 |
| Проєкт                                 |                                                                                        |                                                                                        |
| Тип ПЧ                                 | Підводні човни атомні багатоцільові (ПЧА)                                              | Підводні човни атомні багатоцільові (ПЧА)                                              |
| Розробник проєкту                      | Vickers Shipbuilding and Engineering (VSEL)                                            | Vickers Shipbuilding and Engineering (VSEL)                                            |
| Класифікація НАТО                      | SSN Trafalgar                                                                          | SSN Trafalgar                                                                          |
| Основні характеристики                 |                                                                                        |                                                                                        |
| Швидкість (надводна)                   | 20 вузлів (37 км/год)                                                                  | 20 вузлів (37 км/год)                                                                  |
| Швидкість (підводна)                   | 32 вузлів (60 км/год)                                                                  | 32 вузлів (60 км/год)                                                                  |
| Робоча глибина занурення               | 300 м                                                                                  | 300 м                                                                                  |
| Гранична глибина занурення             | ? м                                                                                    | ? м                                                                                    |
| Автономність плавання                  | обмежена лише запасами їжі                                                             | обмежена лише запасами їжі                                                             |
| Екіпаж                                 | 130 осіб (18 офіцерів)                                                                 | 130 осіб (18 офіцерів)                                                                 |
| Розміри                                |                                                                                        |                                                                                        |
| Довжина найбільша (по КВЛ)             | 85,4 м                                                                                 | 85,4 м                                                                                 |
| Ширина корпусу найб.                   | 9,8 м                                                                                  | 9,8 м                                                                                  |
| Середня осадка (по КВЛ)                | 8,5 м                                                                                  | 8,5 м                                                                                  |
| Водотоннажність надводна               | 4700 т.                                                                                | 4700 т.                                                                                |
| Озброєння                              |                                                                                        |                                                                                        |
| Торпедно- мінне озброєння              | Носові: 5 ТА калібру 533-мм типу «Tigerfish» (20 торпед Mk8, Mk24 або 64 міни Mk5, Mk6 | Носові: 5 ТА калібру 533-мм типу «Tigerfish» (20 торпед Mk8, Mk24 або 64 міни Mk5, Mk6 |
| Ракетне озброєння                      | 15 крилатих ракет UGM-84B «Саб Гарпун»                                                 | 15 крилатих ракет UGM-84B «Саб Гарпун»                                                 |
| Зображення на Вікісховищі              |                                                                                        |                                                                                        |

Підводні човни типу «Трафальгар» (Trafalgar) — тип ПЧА багатоцільового ВМС Великої Британії. Було побудовано і передано флоту човни. Був продовженням розвитку типу «Свіфтшюр», але відрізнялися від них істотно переробленою конструкцією корпусу. З 1979 по 1991 рік на верфях фірми Vickers Shipbuilding and Engineering було побудовано 7 підводних човнів типу «Трафальгар».

## Сучасний статус

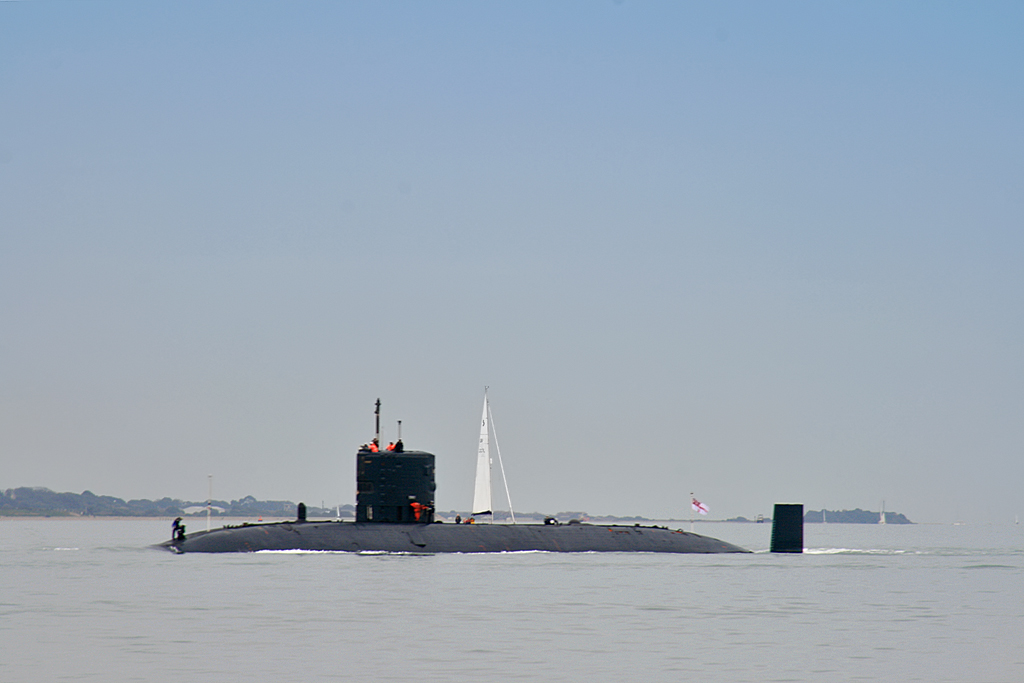
Човен «Торбей», 2010 рік.

Станом на початок 2008 року, всі човни цього типу залишаються на озброєнні ВМС Великої Британії, проте вже почата побудова нового типу підводних човнів типу «Астют», які повинні будуть замінювати застарілі «Трафальгари». Послідовне зняття з озброєння підводних човнів цього типа заплановане до проведення з 2008 по 2023 роки.

## Представники
| Назва        | Завод. № | Закладний      | Спущений на воду | Переданий флоту | Виведений з флоту |
| ------------ | -------- | -------------- | ---------------- | --------------- | ----------------- |
| «Трафальгар» | S 107    | 25 квітня 1979 | 1 липня 1981     | 27 травня 1983  | 4 грудня 2009     |
| «Турбулент»  | S 87     | 8 травня 1980  | 1 грудня 1982    | 28 квітня 1984  | 14 липня 2012     |
| «Тайрлес»    | S 88     | 6 червня 1981  | 17 березня 1984  | 5 жовтня 1985   |                   |
| «Торбей»     | S 90     | 3 грудня 1982  | 8 березня 1985   | 7 лютого 1987   |                   |
| «Треншант»   | S 91     | 28 жовтня 1985 | 3 листопада 1986 | 14 січня 1989   |                   |
| «Талент»     | S 92     | 13 травня 1986 | 15 квітня 1988   | 12 травня 1990  |                   |
| «Тріумф»     | S 93     | 2 лютого 1987  | 16 лютого 1991   | 12 жовтня 1991  |                   |